# Nogent-sur-Oise
Nogent-sur-Oise è un comune francese di 19 461 abitanti situato nel dipartimento dell'Oise della regione dell'Alta Francia.

## Società

### Evoluzione demografica
Abitanti censiti

## Amministrazione

### Gemellaggi
- Gersthofen, dal 1969
- Beverley, dal 1998
- Kraśnik, dal 2005
- Aida (campo), dal 2009
- Fucecchio, dal 2014